# 日本國鐵301系電力動車組
301系電力動車組（日语：／ 301-kei densha */?）是日本國有鐵道設計和製造一款針對直通地鐵東西線的直流電通勤型列車，是國鐵首款用鋁合金製造的通勤型列車。因造價高昂，被人稱為「最豪華的通勤列車」。全部列車已於2003年全部退役。

## 簡介
1966年，中央緩行線開始與帝都高速度交通營團（現在的東京地下鐵）東西線直通運行，需要設計一款針對直通運行的列車。1966年，總共製造了5列7輛編成的列車，1969年增造了3列，列車編組是。此列車由川崎重工及日本車輛共同製造。此列車配置於三鷹車輛基地。
這列列車是日本國鐵首款針對直通地下鐵而設計及製造的列車，也是日本國鐵首款用鋁合金車體的列車。
國鐵分割民營化後，所有列車由東日本旅客鐵道繼承，並於2003年全數退役。
此列車與當時使用鋼製車體及金屬彈簧轉向架的列車不同，採用鋁合金車體及空氣彈簧轉向架等而令到造價高昂，被人稱為「最豪華的通勤列車」。

## 標準
301系是國鐵首款對應地下鐵標準的通勤型列車。因為地鐵東西線改以較大的國鐵20米級別為基準，所以國鐵毋須開發新級別的列車，可以沿用當時最新的103系為標準去開發301系。301系車體寸法大致參考同期開始大量生產的103系，每則設4扇闊1,300mm的雙片門，車門沿襲103系設門袋窗。先頭車以103系低運轉台車而藍圖，中間則加設貫通門；另外因應營團要求，車頭燈由103系的車頭正上方改移至車窗下方兩側，原有空間則改為目的地顯示器，顯示器左邊為運行編號顯示器、右邊為國鐵標誌。內裝則和量產型103系大致相同，座位排列為3-7-7-7-3的橫向座椅。另外301系全車對應地下鐵列車的A-A基準，全車採用大量防火及絕緣物料製作。

## 車體
301系受製造商川崎重工的建議，改用鋁合金為主要材料，是國鐵第一款完全以鋁合金製的通勤列車。301系選材上用了高級別的7000系列鋁合金，加工方法則分類為第二世代，主要以切割及衝壓鋁合金原材料製成骨架和外板，再以電弧焊及點焊組裝，整體工法和傳統鋼的組裝方法相若。受惠鋁合金密度低重量低但強度高的特點，301系每輛車廂平均比103系每輛車廂輕5至6噸不等，長期使用也沒有因骨架和外板材質不同而導致的問題。雖然鋁合金在空氣中的抗腐蝕能力較高，但鋁合金與異種金屬（例如鐵粉）接觸後會仍然會出現明顯腐蝕反應，所以301系洗車程序要求更徹底，次數亦更頻密。為方便洗車工作，301系門窗上方的的排水溝比同期的103系為高，後來開發的201系亦以此為標準。因為鋁合金加工上相對困難，所以301系改用田字型的組合窗，側面車窗上方亦不設目的地顯示器，也沒有103系的主電動機風冷入風口。

## 機器
驅動裝置與103系一樣使用MT55型電動機，轉向架則使用國鐵首次於通勤型列車使用的空氣彈簧DT34及TR204型。與103系的DT33及TR201型比較，軸距縮小到2,100 mm，動輪直徑都是910 mm，拖車直徑都是860 mm。但由於是採用空氣彈簧，所以DT34及TR204型則更舒適。DT34及TR204型以165系採用的DT32型轉向架作為藍圖。
由於東西線地下部分採用剛性電纜，因此於PS16型集電弓上增加了一個小彈簧，成為了有浮動結構的PS21型。
駕駛室方面，採用了與營團5000系同款的列車警醒設備。

## 塗裝
列車最初投入服務時，在鋁合金表面上塗了透明漆，並在側窗上塗上了黄1号。雖然該色是中央·總武緩行線的代表顏色，但負責製造第5列列車的日本車輛建議也在側窗下方塗上了黃色，因而由川崎重工製造的第1至4編組也依次塗上。另外，有維修人員指出，車頭的銀色並不顯眼，很難知道列車何時駛近，因此也於駕駛室車窗下方塗上了黃色的警戒色。不過，由於鋁合金的缺點就是顏色容易剝落，所以後來增購的第6至8編成改用了螺釘固定樹脂板的方法，其後各列列車也跟着改用。另外，由於透明漆開始剝落，所以於1978年（昭和53年），整個車身跟103系1200番台一樣，都塗上了灰色8号，並且把黄1号更換成黄5号。
此外，在1987年4月1日國鐵分割民營化後，「JNR」標誌的幕被轉換成「JR」字樣，也在先頭車起的第3、4門中的側窗下方貼上了一個巨大的白色JR標誌。塗裝與103系1200番台一樣。
1989年，205系開始在中央·總武線上運行，列車也塗上了黃色。為免被乘客誤認為直通東西線的列車。所以把黃色更改為東西線的代表顏色——青22号。

## 歷史

### 70年代
1972年5月18日，一列列車在地鐵東西線的行德站和浦安站之間行駛時，途中電機罩損壞，碎片刺穿地板並飛上天花板，導致兩名乘客的雙腿受輕傷。之後暫時將301系停運。

### 80年代

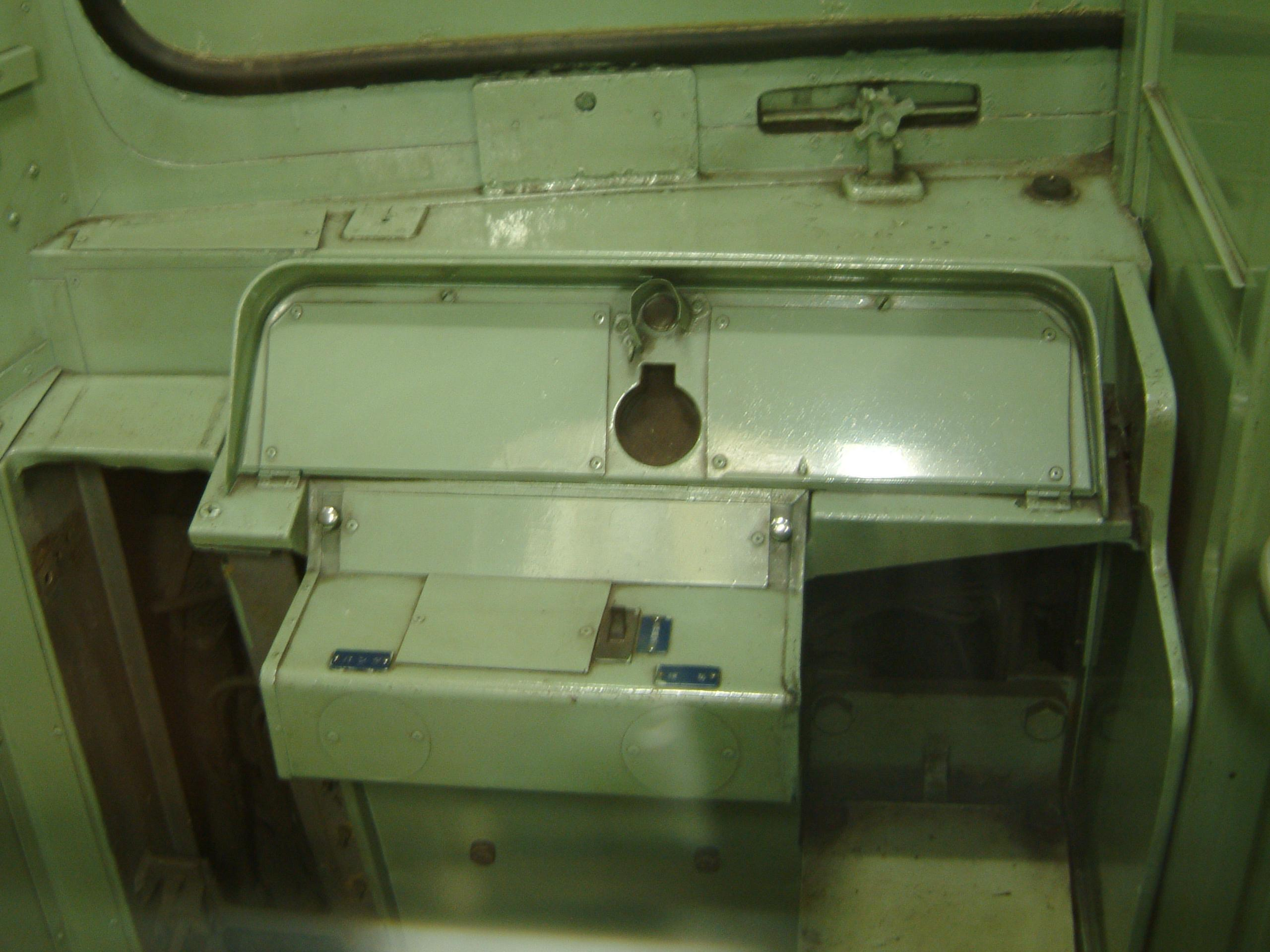
駕駛室被移除去的車卡

1981年，為了增強運行能力，國鐵把6列7輛編成（42卡）轉換成4列10輛編成（40卡）。
國鐵是把兩列7輛編成縮短至3輛編成，然後放進一列7輛編成的列車，那麼便組成了兩列10輛編成。後來便把一些改成拖卡，然後放進其他列車。
國鐵會把在為於中間車的駕駛室機器移去，並且把車頭連同玻璃塗成灰色。

### 90年代

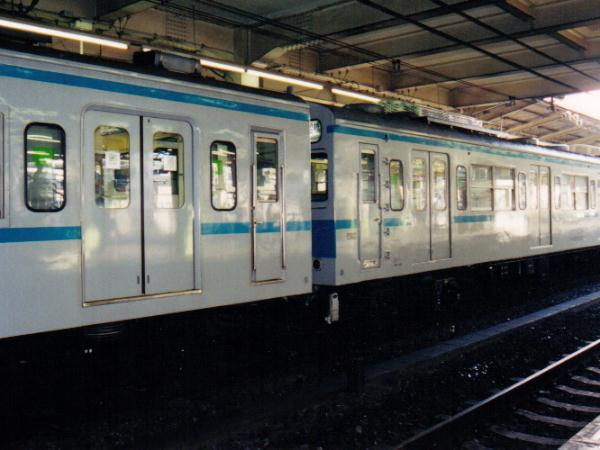
301系（左）
103系1200番台（右）
連結運用

1991年12月1日時刻表更新，東西線全數使用10節車廂編組車輛。JR東日本需要把301系改造成10輛編成，因當時301系有2列7輛編成（14卡），103系有5列7輛編成（35卡）共49卡需要改造。
JR把一列301系的M及M'車卡抽出，成為5輛編成（K10編成）與一列5輛編成的103系連結運用。
而其他列車便把改造為，然後把1981年改造時剩餘的及改成K10編成的車卡改進，成為10輛編成。

### 7+3編成改為5+5
1981年改造的頭兩列10輛編成時7+3編成，令到列車統一。所以便把一對抽出，放進那3輛編成。

## 更新工程
1990年至1992年間，除了K10編成外，所有列車都進行了更新工程，包括：
- 更換車內裝飾板（淺綠色→象牙色）並更換地板
- 更新機器
- 固定車窗下半部，令到不可開啟
- 將車門換成不銹鋼門
- 把排水渠升高（像103系40N改造）

## 退役
1996年東葉高速線開業，導致JR列車直通東西線運用遭到削減，所以JR東日本展開了301系及103系1200番台的退役計劃。JR東日本率先逐步把休車中的301系車廂退役，然後又借營團公佈東西線ATC更新計劃（WS-ATC及ATC-3更新為新CS-ATC及ATC-10）時宣布引入新型車輛取代301系及103系1200番台。最終2002年E231系800番台登場，2003年6月10日301系最後一次行走東西線之後正式退出定期運用；而103系1200番台已經在同年稍早時間全車退役。退出定期運用之後，JR東日本仍然保留K4編成並留置在拜島站的留置線，於同年8月3日行走臨時列車「再見301系（日语：さよなら301系）」之後正式退役。本來JR東日本向營團協商，希望告別列車能夠從東西線內開出，但因東西線班次密度高而難以協調，所以JR東日本最後改為從三鷹開出臨時快速往高尾，並由165系、E231系800番台及201系四季彩列車順次帶頭行駛。

## 保存車

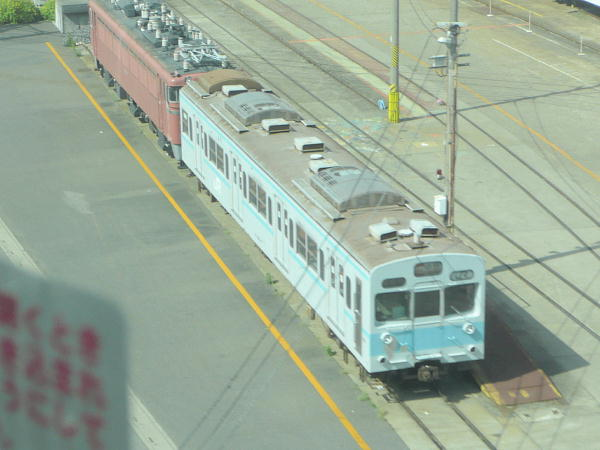
保存在大宮車輛基地的クモハ300-4車廂

列車退役後，本列車的K4編組的頭卡保存在大宮車輛基地，2003年（平成15年）5月曾公開展示。本來預計放進於2007年開放的鐵道博物館內展出，但是最終列車沒放進博物館，自此以後便沒有再公開展示給公眾。列車已於2017年在大宮工場內解體。

## 列車種類

### 
是有動力、空氣壓縮機、靜止式變流器及有駕駛室的車廂。在下表中以M'c表示。
是有動力、空氣壓縮機、靜止式變流器及集電弓的車廂。在下表中以M'表示。
是有動力及控制裝置，但沒有集電弓的車廂。在下表中以M表示。
是無動力，有駕駛室的車廂。在下表中以Tc表示。
是無動力車廂，從改造而成。在下表中以T表示。

## 編成表
| 方向 | ←三鷹方向津田沼方向→ | ←三鷹方向津田沼方向→ | ←三鷹方向津田沼方向→ | ←三鷹方向津田沼方向→ | ←三鷹方向津田沼方向→ | ←三鷹方向津田沼方向→ | ←三鷹方向津田沼方向→ |
| 車廂 | 7                    | 6                    | 5                    | 4                    | 3                    | 2                    | 1                    |
| 型式 | M'c                  | M                    | M'                   | M                    | M'                   | M                    | Tc                   |
| 設備 | 駕駛室               | ◇                    |                      | ◇                    |                      | ◇                    | 駕駛室               |
| 車號 |                      |                      |                      |                      |                      |                      |                      |

| 方向 | ←三鷹方向津田沼方向→ | ←三鷹方向津田沼方向→ | ←三鷹方向津田沼方向→ | ←三鷹方向津田沼方向→ | ←三鷹方向津田沼方向→ | ←三鷹方向津田沼方向→ | ←三鷹方向津田沼方向→ | ←三鷹方向津田沼方向→ | ←三鷹方向津田沼方向→ | ←三鷹方向津田沼方向→ |
| 車廂 | 10                   | 9                    | 8                    | 7                    | 6                    | 5                    | 4                    | 3                    | 2                    | 1                    |
| 型式 | M'c                  | M'                   | M                    | M'o                  | To                   | M'                   | M                    | M'                   | M                    | Tc                   |
| 設備 | 駕駛室               | ◇                    |                      | ◇                    |                      | ◇                    |                      | ◇                    |                      | 駕駛室               |
| 車號 |                      |                      |                      |                      |                      |                      |                      |                      |                      |                      |

| 方向 | ←三鷹方向津田沼方向→ | ←三鷹方向津田沼方向→ | ←三鷹方向津田沼方向→ | ←三鷹方向津田沼方向→ | ←三鷹方向津田沼方向→ | ←三鷹方向津田沼方向→ | ←三鷹方向津田沼方向→ | ←三鷹方向津田沼方向→ | ←三鷹方向津田沼方向→ | ←三鷹方向津田沼方向→ |
| 車廂 | 10                   | 9                    | 8                    | 7                    | 6                    | 5                    | 4                    | 3                    | 2                    | 1                    |
| 型式 | M'c                  | M'                   | M                    | M'                   | T                    | M'                   | M                    | M'                   | M                    | Tc                   |
| 設備 | 駕駛室               | ◇                    |                      | ◇                    |                      | ◇                    |                      | ◇                    |                      | 駕駛室               |
| 車號 |                      |                      |                      |                      |                      |                      |                      |                      |                      |                      |

| 方向 | ←三鷹方向津田沼方向→ | ←三鷹方向津田沼方向→ | ←三鷹方向津田沼方向→ | ←三鷹方向津田沼方向→ | ←三鷹方向津田沼方向→ | ←三鷹方向津田沼方向→ | ←三鷹方向津田沼方向→ | ←三鷹方向津田沼方向→ | ←三鷹方向津田沼方向→ | ←三鷹方向津田沼方向→ |
| 車廂 | 5                    | 4                    | 3                    | 2                    | 1                    |                      |                      |                      |                      |                      |
| 型式 | M'c                  | M                    | M'                   | M                    | Tc                   |                      |                      |                      |                      |                      |
| 設備 | ◇ 駕駛室             |                      | ◇                    |                      | 駕駛室               |                      |                      |                      |                      |                      |
| 車號 |                      |                      |                      |                      |                      |                      |                      |                      |                      |                      |

圖例：
- ◇：集電弓

備注：
- K1-K2編成第6及第7卡的駕駛室被移去
- K10編成是5輛編成，會與一列5輛編成的103系1200番台連結運用